# Walter Balmer
Walter Balmer (* 28. März 1948 in Thun; † 27. Dezember 2010 in Interlaken) war ein Schweizer Fussballspieler.

## Karriere
Balmer spielte Jugendfussball und startete seine aktive Laufbahn beim FC Thun in der Nationalliga B unter den Spielertrainern Mathias Rossbach und Heinz Schneiter. 1968 wechselte er zum FC Basel, bei dem er sieben Jahre unter dem Trainer Helmut Benthaus als rechter Flügelstürmer spielte. In dieser Zeit wurde er viermal Schweizer Meister. Zwischen 1969 und 1973 bestritt Balmer 20 Spiele für die Schweizer Fussballnationalmannschaft und erzielte dabei 1971 beim 4:0 gegen die Türkei und 1972 beim 1:1 gegen Dänemark jeweils ein Tor.
Nachdem er sein Studium an der Universität Basel abgeschlossen hatte, beendete er im Alter von 27 Jahren seine Karriere und war von 1975 bis zu seinem Tod als Mathematik- und Sportlehrer an dem Gymnasium Interlaken tätig. Balmer erlag im Dezember 2010 einem Herzversagen.

## Erfolge
FC Basel
- Schweizer Meister: 1969, 1970, 1972, 1973
- Schweizer Cupsieger: 1975
- Schweizer Ligacupsieger: 1973
- Sieger Coppa delle Alpi: 1969, 1970
- Uhrencupsieger: 1969, 1970